# 威廉·拉松-拉格海姆
威廉·拉松-拉格海姆（瑞典語：Wilhelm Larsson-Lagheim，1911年6月23日—1971年9月13日），瑞典男子冰球运动员，场上位置是守门员。他曾代表瑞典国家队参加1936年冬季奥林匹克运动会冰球比赛，获得第5名。